# Cnemoplites cephalotes
Cnemoplites cephalotes là một loài bọ cánh cứng trong họ Cerambycidae.